# Sergi Enrich
Sergi Enrich (Ciudadela, Islas Baleares, 26 de febrero de 1990) es un futbolista español. Juega como delantero y su equipo es la S. D. Huesca de la Segunda División de España.

## Trayectoria
Llegó al Real Club Deportivo Mallorca a la edad de cadete, y fue un fijo de las selecciones baleares y de la española.
Debutó con el primer equipo en el Trofeo Illes Balears; realizó las pretemporadas de 2008-09 y 2009-10 en Kössen (Austria) a las órdenes de Gregorio Manzano y de la mano del mismo entrenador, el 24 de enero de 2010 debutó en Primera División en el encuentro frente al Real Club Deportivo Espanyol. Salió al terreno de juego en el minuto 67 en sustitución de Fernando Varela y fue partícipe del empate a uno frente a Los Pericos. Después de su debut en Primera, el míster volvió a confiar en él para la Copa del Rey. En la temporada 2010-11 alternó partidos entre Segunda B y Primera, disputando en la primera jornada su primer partido como titular contra el Real Madrid C. F. 
En la temporada 2011-12 jugó como cedido en las filas del R. C. Recreativo de Huelva de la Segunda División, con el que disputó 27 partidos y anotó siete goles. El siguiente curso estuvo en la A. D. Alcorcón, también en calidad de cedido, disputando 25 encuentros en los que marcó tres goles.
En 2013, tras desvincularse del R. C. D. Mallorca, firmó con el C. D. Numancia, marcando 26 goles en 79 partidos durante las dos temporadas que estuvo.
En 2015 firmó por la Sociedad Deportiva Eibar de la Primera División. En su primera temporada en el conjunto armero se hizo con la titularidad y consiguió once goles en su debut en la categoría. El 10 de febrero de 2017 renovó su contrato. Permaneció en el club hasta junio de 2021, jugando casi 200 partidos y marcando 39 goles, coincidiendo su marcha con el descenso de categoría.
Hubo un interés del F. C. Schalke 04 en su contratación, pero finalmente el 22 de septiembre acabó firmando por la Sociedad Deportiva Ponferradina.
El 18 de julio de 2022 firmó por el Real Oviedo hasta el final de la temporada 2022-23, coincidiendo de nuevo con Jon Pérez Bolo, su entrenador el año anterior en Ponferrada, y Borja Bastón, compañero de equipo en su etapa en la S. D. Eibar. Jugó 35 partidos y anotó 7 goles.
El 19 de julio de 2023 firmó por el Real Zaragoza por dos temporadas. La segunda de ellas, tras haber marcado un par de goles en el tramo final de la primera, fue prestado a la S. D. Huesca. Una vez finalizó la cesión, no volvió a Zaragoza al expirar su contrato y no ser renovado. Días después se confirmó su continuidad en Huesca dos años más.

## Selección nacional
Jugó en la selección de España sub-19.

## Clubes
| Club                       | País   | Año       | Partidos | Goles |
| -------------------------- | ------ | --------- | -------- | ----- |
| R. C. D. Mallorca "B"      | España | 2008-2010 | 78       | 24    |
| R. C. D. Mallorca          | España | 2010-2011 | 8        | 0     |
| R. C. Recreativo de Huelva | España | 2011-2012 | 27       | 7     |
| A. D. Alcorcón             | España | 2012-2013 | 25       | 3     |
| C. D. Numancia             | España | 2013-2015 | 79       | 26    |
| S. D. Eibar                | España | 2015-2021 | 197      | 39    |
| S. D. Ponferradina         | España | 2021-2022 | 32       | 6     |
| Real Oviedo                | España | 2022-2023 | 35       | 7     |
| Real Zaragoza              | España | 2023-2024 | 33       | 2     |
| S. D. Huesca               | España | 2024-     | 39       | 7     |

## Condena judicial
En 2021 fue condenado, junto con Antonio Luna, por delito de descubrimiento y revelación de secretos, por la difusión de un vídeo de contenido sexual sin consentimiento y condenado a dos años de prisión.